# Kobieca reprezentacja Litwy na mistrzostwach Europy w curlingu
Litwa wystawiła kobiecą reprezentację na mistrzostwa Europy w curlingu dwukrotnie – w 2006 i 2007. Od 2008 zaniechano wystawiania kobiecej reprezentacji.
Z powodu małej ilości drużyn we wszystkich organizowanych mistrzostwach kraju rywalizowały ze sobą drużyny męskie, kobiece (dwa zespoły w 2006, w następnych latach tylko 1) i zespół mikstowy (tylko 2006). Jedyną drużyną damską uczestniczącą we wszystkich mistrzostwach jest zespół Mice on ice ze stołecznego klubu VPKK Skipas, w 2006 i 2008 zespół pod przewodnictwem Virginiji Paulauskaite zajął pierwsze miejsce w mistrzostwach Litwy.

## Wyniki
| Rok  | Miejsce | Mecze   | Mecze     | Kamienie | Kamienie  |
| Rok  | Miejsce | Wygrane | Przegrane | Wygrane  | Przegrane |
| ---- | ------- | ------- | --------- | -------- | --------- |
| 2006 | 21      | 0       | 5         | 25       | 50        |
| 2007 | 19      | 2       | 4         | 34       | 59        |

## Reprezentacja
| Rok  | Klub               | Czwarta                | Trzecia              | Druga                | Otwierająca      | Rezerwowa        |
| ---- | ------------------ | ---------------------- | -------------------- | -------------------- | ---------------- | ---------------- |
| 2006 | VPKK Skipas, Wilno | Virginija Paulauskaite | Ruta Norkiene        | Evelina Alekseijenko | Rasa Smaliukiene | Evelina Norkiene |
| 2007 | VPKK Skipas, Wilno | Virginija Paulauskaite | Evelina Alekseijenko | Ruta Norkiene        | Rasa Smaliukiene |                  |

Czwarta zawodniczka zawsze była skipem.

## Mecze
| Litwa     | Mecze   | Mecze       | Kamienie | Kamienie  | Średni wynik |
| Litwa     | Wygrane | Przegrane   | Wygrane  | Przegrane | Średni wynik |
| --------- | ------- | ----------- | -------- | --------- | ------------ |
| Anglia    | 0       | 1           | 4        | 10        | 4:10         |
| Anglia    | –       | 4:10        | 4        | 10        | 4:10         |
| Austria   | 0       | 1           | 4        | 11        | 4:11         |
| Austria   | –       | 4:11        | 4        | 11        | 4:11         |
| Estonia   | 0       | 2           | 11       | 19        | 6:10         |
| Estonia   | –       | 3:10 • 8:9  | 11       | 19        | 6:10         |
| Francja   | 0       | 2           | 11       | 22        | 6:11         |
| Francja   | –       | 6:10 • 5:12 | 11       | 22        | 6:11         |
| Hiszpania | 1       | 1           | 16       | 14        | 8:7          |
| Hiszpania | 8:5     | 8:9         | 16       | 14        | 8:7          |
| Irlandia  | 1       | 0           | 9        | 6         | 9:6          |
| Irlandia  | 9:6     | –           | 9        | 6         | 9:6          |
| Norwegia  | 0       | 1           | 0        | 18        | 0:18         |
| Norwegia  | –       | 0:18        | 0        | 18        | 0:18         |
| Węgry     | 0       | 1           | 4        | 9         | 4:9          |
| Węgry     | –       | 4:9         | 4        | 9         | 4:9          |
| Razem     | 2       | 9           | 59       | 109       | 5:10         |